# Йохан Йозеф фон Щилфрид и Ратониц
Йохан Йозеф I фон Щилфрид и Ратониц (на немски: Johann Joseph I. von Stillfried und Rattonitz; * 1696, Нойхоф; † 5 ноември 1739, Нойроде/Нова Руда, Полша) е фрайхер от род Щилфрид и Ратониц в Долна Австрия.

## Произход
Той е син на фрайхер Раймунд Ердман Антон фон Щилфрид и Ратониц (1672 – 1720) и съпругата му графиня Мария Катарина Елизабет фон Вишник (1674 – 1725), дъщеря на граф Бернхард Франц Игнациус фон Вишник (1647 – 1714) и графиня Мария Катарина Терезия Йозефа фон Арко (1648 – 1692). Брат е на Мариана/Мария Анна Елеонора Елизабет фон Щилфрид и Ратониц (1695 – 1760), омъжена на 24 юни 1714 г. за граф Йохан Франц Антон Бонавентура фон Гьотц (1693 – 1738).

## Фамилия
Йохан Йозеф фон Щилфрид се жени на 12 май 1721 г. във Виена за графиня Мария Анна фон Залбург-Фалкенщайн и Ранаридл (* 7 октомври 1703, Виена; † 21 октомври 1761, Нойроде), дъщеря на граф Готхард Хайнрих фон Залбург (1639 – 1707) и графиня Анна Мария Каролина Елизабет фон Фюнфкирхен († 1711). Те имат децата:
- Емануел Йозеф (1725 – 1794), женен на 30 октомври 1754 г. в Улерсдорф, Моравия, за графиня Антония Октавия фон Циротин (1726 – 1805)
- Мария Шарлота (* 1 ноември 1728, Нойроде; † 22 октомври 1777, Виена), омъжена на 12 ноември 1747 г. във Виена за граф Йохан Хайнрих фон Нимпч (1723 – 1806)
- Игнац Франц (* 29 януари 1734; † 1805), женен за Жозефа фон Калкройт и Дулцг (1728 – 1764)
- Кайетана (1735 – 1819), омъжена на 18 август 1757 г. за граф Пал Фестетикс де Толна (1725 – 1782)
- Агата (1738 – 1770), омъжена на 26 август 1756 г. в Митерау за граф Цено фон Монтекуколи-Ладерчи (1737 – 1797)